# Charles Rivière Hérard
Charles Hérard dit Rivière Hérard, également connu sous le nom de Charles Hérard Aîné, né le 16 février 1789 à Port-Salut et mort le 31 août 1850 à Kingston, est un militaire haïtien de la guerre d'indépendance d'Haïti qui est président à vie entre 1843 et 1844.
D’abord fidèle à Jean-Pierre Boyer, il devient l’un de ses principaux opposants et participe à plusieurs conspirations, dont celle de Praslin qui aboutit à la révolution de 1843, qui chasse Boyer du pouvoir. Alors que les boyeristes tentent de faire proclamer le « dauphin » de Boyer, le général Borgella, comme nouveau chef de l’État, les forces armées du Sud proclament Hérard comme président à vie d’Haïti et altesse sérénissime, dès le 4 avril 1843. Ratifié par les garnisons de Port-au-Prince et par le Sénat, Hérard s’impose comme le nouveau maître de d’île d’Hispaniola.
Dès le début de son règne, il doit faire face à des troubles politiques notamment avec les débuts de la guerre d'indépendance dominicaine, qui est l'un des principaux événements marquants de son administration. Tentant de conserver l'île d'Hispaniola unifiée, il prend la tête d'une nouvelle armée, dite « l'armée souffrante », qui est battue par les indépendantistes dominicains. En Haïti, son pouvoir est contesté par l'armée et l'ancienne noblesse christophiste, représentée par le duc de l'Avancé qui le renverse le 3 mai 1844. Il est alors exilé en Jamaïque, et tente à trois reprises de reprendre le pouvoir mais sans succès. Il meurt en exil en 1850.

## Biographie

### Carrière militaire
Charles Hérard, surnommé Rivière, est né à Port-Salut le 16 février 1789. Il est le fils du général Charles Hérard, membre du conseil d’État sous Dessalines, et de Marie Peronne. On sait peu de chose de son enfance, sauf qu'il s'est battu avec son père, du côté des révolutionnaires contre les Français lors de la guerre d'indépendance d'Haïti, sous les ordres du général François Capois. Après l'échec de l'expédition française de Saint-Domingue, il intégra l'armée impériale. Avec la mort de Dessalines en 1806, il est contraint de se retirer à la frontière espagnole de Saint-Domingue avant de prêter serment à la république d'Alexandre Pétion. Sous le règne du dictateur Jean-Pierre Boyer, il prête serment au nouvel homme fort de l’île et le sert fidèlement. Il se fait discret et commande quelques bataillons dans la partie Est de l'île (future République dominicaine).

### Accession au pouvoir
En 1842, Charles Rivière Hérard conduit un mouvement insurrectionnel à partir du Manifeste de Praslin du 1er septembre 1842. Cette révolte partie du village de Praslin près de la ville des Cayes, se répand dans le pays et débouche sur une véritable révolution. Elle finit par renverser Jean-Pierre Boyer en mars 1843. Celui-ci part pour l'exil en France où il meurt. Le « dauphin » de Boyer, le général Jérôme-Maximilien Borgella, tente alors de s’emparer du pouvoir avec les quelques partisans boyeristes n’ayant pas pris la fuite. Mais les insurrections populaires dans les villes et les provinces poussent l’armée et le Sénat à écarter une succession boyeristes. Alors que certains sénateurs réclament un retour à l’ancienne constitution républicaine de 1807, avec un gouvernement élu et une plus juste répartition des pouvoirs, les fidèles du pouvoir vitaliste (partisans d’un régime dirigé par un président à vie) tentent de maintenir le régime en offrant le pouvoir absolu à l’instigateur du complot contre Boyer : Charles Rivière Hérard. Ce dernier accepte sa charge et est proclamé président à vie, chef suprême des armées et altesse sérénissime. Il maintient le conseil d’État avec comme membres : son cousin Hérard Dumesle, Jean-Chrisostôme Imbert, Philippe Guerrier, Nolasque Segrettier, Jean-Louis Pierrot, Jean-Baptiste Riché, Fabre Geffrard et le général Voltaire.

### Règne sur Haïti

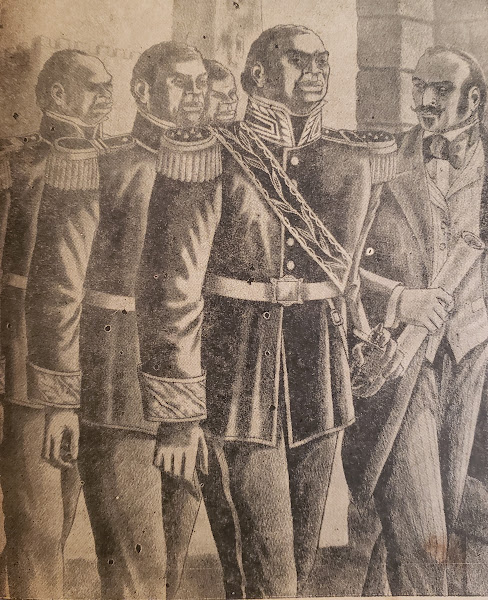
Illustration de Rivière Hérard à Saint-Domingue.

Dès sa proclamation, Hérard gouverne le pays en s’appuyant sur de nombreux délégués. Avec son cousin, Hérard Dumesle, il réforme les écoles militaires et fait réorganiser les systèmes de défense des ports et des grandes villes du pays. Dans la partie orientale, les Trinitaires, groupe indépendantiste dominicain, ont gagné la fidélité de deux régiments haïtiens composés de Dominicains de la ville de Saint-Domingue. Ils se sont levés dès le 27 janvier 1843, apparemment pour soutenir Charles Hérard, qui menait alors la révolution contre Boyer. Connu comme "la réforme" ( La Reforma), les dominicains rebelles s'emparèrent de la capitale, Saint-Domingue, le 24 mars, au nom de Hérard. Le mouvement a rapidement abandonné son prétexte de soutien à Hérard pour réclamer l'indépendance. Pendant ce temps, Hérard, qui souhaite rétablir un équilibre sur l’île, marche sur Saint-Domingue afin de rétablir l'ordre dans la partie dite espagnole. Il dans la capitale le 12 juillet, exécute les Dominicains opposés à son régime et en jette beaucoup d'autres en prison. Le chef indépendantiste, Duarte s'est exilé.
À son retour à Port-au-Prince, Hérard est acclamé par la population. Au sommet de sa popularité, il désigne officiellement son cousin comme son « dauphin » et futur successeur, le 30 décembre 1843. Au même moment, Buenaventura Báez, un exportateur d'acajou et représentant de la partie espagnole au Sénat, négocie avec le consulat général de France l'établissement d'un protectorat français. Au cours d'une insurrection pour devancer Báez, les membres de La Trinitaria déclarent le 27 février 1844, l'indépendance de la République dominicaine avec le soutien des Pères de la Patrie, Ramón Matías Mella et Francisco del Rosario Sánchez, héros de la guerre d'indépendance, ainsi que Juan Pablo Duarte alors encore en exil. Mais les militaires conduits par le général Pedro Santana, prennent le pouvoir après la prise de Saint-Domingue. Refusant de perdre la partie orientale, Hérard repart en campagne contre les Dominicains. En mai 1844, Philippe Guerrier, ancien noble haïtien fidèle d'Henri Christophe, profite de l’absence d’Hérard pour lancer coup d'État militaire contre lui durant lequel il fait arrêter puis exiler Hérard Dumesle, et s’impose comme le nouveau dirigeant. Officiellement déchu, Hérard, qui songeait à faire demi-tour avec son armée pour tenter de reprendre le pouvoir par la force, abandonné finalement le commandement de son armée, fait ses adieux à ses hommes et s’embarque pour la Jamaïque.

### Derniers projets et mort
Peu après la déchéance de Rivière Hérard, ses partisans, les riviéristes, regrettent amèrement le pouvoir. Enhardis par la caducité du nouveau maître du pays, le vieux Guerrier, ces derniers supplièrent Hérard de rentrer en Haïti, car, selon eux, tout était prêt pour une nouvelle révolution.
Hérard partit de Kingston le 29 mars 1845 à bord d'une goélette battant pavillon colombien. « Le peuple m'appelle » disait-il aux exilés qui partageaient son voyage. Il tenta d’abord de débarquer à Jacmel mais les autorités de la ville, ayant à leur tête le général Geffrard, s'apprêtèrent immédiatement à le repousser. À Tiburon, à l'Anse d'Ainault et à Jérémie, l'attitude fut la même. Devant cet échec, Hérard retourna en Jamaïque, mais pour en repartir aussitôt le 8 avril et débarquer à l'improviste à Grand-Gosier le 19 avril. Les pêcheurs de la localité s'armèrent et le contraignirent à se rembarquer en tout hâte. Profondément déçu, Hérard reprit tristement la route de l'exil où il meurt à l'âge de 61 ans, le 31 août 1850.